# Maria Antónia Mendes
Maria Antónia Mendes, também conhecida por Mitó, é uma cantora e artista portuguesa. Foi vocalista da banda A Naifa e Señoritas. Em 2024 tornou-se vocalista da banda Cara de Espelho.

## Biografia
Maria Antónia Mendes nasceu em Lisboa.
Estudou música na Academia dos Amadores de Música e Conservatório Nacional, onde aprendeu a tocar violoncelo.
Em 2003 termina o curso de teatro da Act Escola de Actores em Lisboa, e desde então colabora com várias companhias como actriz, cantora e autora de música para peças teatrais. Colabora esporadicamente com o Cinema também.
Em 2004, Mitó, Luís Varatojo, João Aguardela e Vasco Vaz, fundaram o projeto musical português A Naifa. Foi este o projeto que a tornou conhecida para o grande público. Com o fim de A Naifa, Maria Antónia Mendes (voz e guitarra) e Sandra Baptista (no acordeão e baixo elétrico) voltaram a juntar-se, em 2016, enquanto Señoritas, com o álbum de estreia Acho Que É Meu Dever não Gostar. Em 2024, foi uma das fundadoras da banda Cara de Espelho, com Carlos Guerreiro, Pedro da Silva Martins, Luis J. Martins, Nuno Prata e Sérgio Nascimento.
É formada em Biomagnetismo Médico pelo Centro de Investigación de Biomagnetismo Médico e licenciada em Medicina Tradicional Chinesa pela APA-DA (Associação Portuguesa de Acupunctura e Disciplinas Associadas) e IPMTC (Instituto Português de Medicina Tradicional Chinesa).

## Discografia
Entre a sua discografia encontram-se: 
- 2004 - Canções Subterrâneas, com o grupo A Naifa [8]
- 2006 - 3 minutos antes de a maré encher, com o grupo A Naifa [9]
- 2008 - Uma Inocente Inclinação para o Mal, com o grupo A Naifa
- 2012 - Não se deitam comigo corações obedientes, com o grupo A Naifa
- 2014 - As canções d'A Naifa, com o grupo A Naifa, com o grupo A Naifa
- 2016 - Acho que É Meu Dever Não Gostar, com Señoritas [10]
- 2018 - As Saudades que Eu Não Tenho,  com Señoritas
- 2024 - Cara de Espelho, com Cara de Espelho [11]

## Colaborações Discográficas
- F de Falso, Houdini Blues (2006)
- As Marchas do São Luiz, Vários Artistas (2007)
- Lisboa, Vários Artistas (2007)
- Mar Aberto, Medeiros Lucas (2015)
- Marafona, Marafona (2016)
- Desghosts & Arrayolos, Stereossauro (2021)
- To Zé Brito (de) Novo, Vários Artistas (2021)